# Gozd, Kamnik
Gozd je naselje v Občini Kamnik.

## Zgodovina
Verjetno se vas Gozd v arhivskih zapisih kot Spizholz omenja že leta 1257 in kot Spissolter leta 1291. Vsekakor pa se omenja leta 1309, ko so sinovi Herborta iz Kamnika odpovedo v korist kamniškega špitala dvema kmetijama, ki leže »v Javorjah na Gozdu« in dvema desetinama, eni na Gozdu in drugi Škocjanu. V Latinski obliki imena je kraj zapisan leta 1313 kot Silua. Med tremi kmeti na Gozdu, ki jih je Matilda iz Kamnika leta 1318 podarila gornjegrajskemu samostanu, je naveden kmet Svetec (Zwentetz).